# Port lotniczy Battambang
Port lotniczy Battambang (IATA: BBM, ICAO: VDBG) – port lotniczy położony w Battambang. Jest czwartym co do wielkości portem lotniczym w Kambodży.